# Янышев, Иоанн Леонтьевич
Иван (Иоа́нн) Лео́нтьевич Я́нышев (1826, Калужская губерния — 1910, Санкт-Петербург) — священнослужитель Православной Российской Церкви; духовник императорской фамилии (с 1883 до своей смерти в 1910) и замещал должность протопресвитера придворного духовенства (до 4 октября 1906 года); член Святейшего Правительствующего Синода (с 1905). Богослов, один из основоположников моралистической школы в русском академическом богословии. Доктор богословия (1899).

## Биография
Родился 17 (29) октября 1826 года в семье диакона в селе Сашкино Тарусского уезда Калужской губернии.
В 1849 году окончил Санкт-Петербургскую духовную академию первым магистром и был оставлен в Академии.
В 1851 году был рукоположён в священный сан и назначен клириком русской церкви в Висбадене (Гессен).
С 1856 года преподавал богословие и философию в Петербургском университете.
С 1858 года служил в русской церкви в Берлине; с 1859 года — вновь в Висбадене. В 1864 году был назначен законоучителем принцессы Дагмары (будущая императрица Мария Феодоровна), бывшей тогда невестой Наследника Великого князя Николая Александровича, пред переходом её в православие.
С 1866 по 1883 годы был ректором Санкт-Петербургской духовной академии и основоположником нового академического периодического издания журнала «Церковный вестник, издаваемый при Санкт-Петербургской духовной академии: Официальный орган святейшего Всероссийского синода и состоящих при оном центральных учреждений», начавшего издаваться в 1875 году в качестве также и официального органа Святейшего синода. В академии занимал кафедру нравственного богословия. Курс его лекций (неполный) издан под заглавием «Православно-христианское учение о нравственности» (М., 1887; 2-е изд. — СПб., 1906).
С 1883 года состоял духовником императорской семьи и заведующим придворным духовенством, протопресвитером Большой церкви Зимнего дворца и Благовещенского в Московском Кремле. Преподавал Цесаревичу Николаю Александровичу историю Русской церкви и инославных исповеданий. В 1894 году, после дачи императором Александром III согласия на помолвку Цесаревича с принцессой Гессенской Алисой (впоследствии императрица Александра Феодоровна), был определён законоучителем последней для перехода в православие.

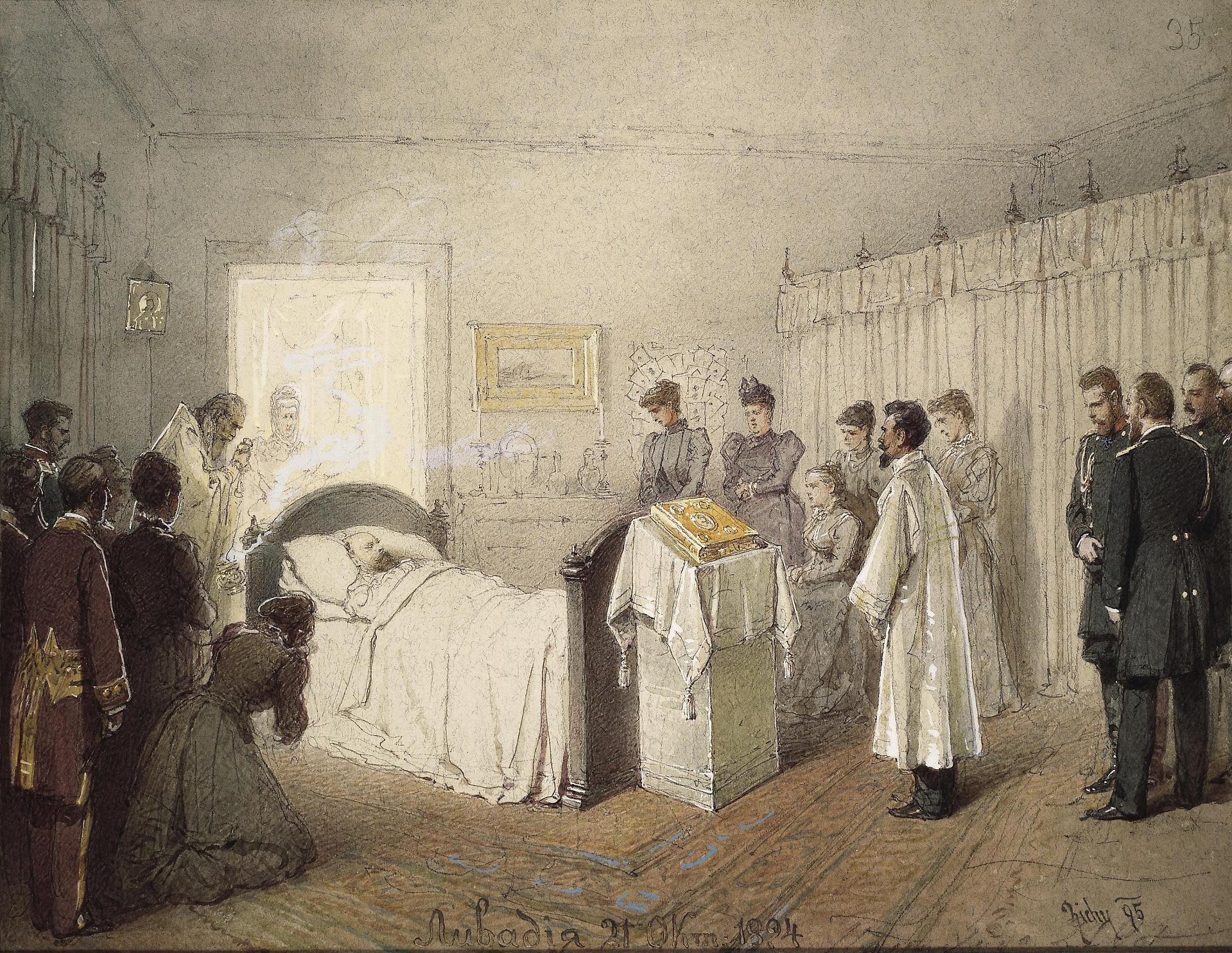
Кончина Александра III.
О. Янышев изображен с кадилом

Представлял российский Синод в конференциях и конгрессах старокатоликов.
При его участии в Петербурге был устроен Дом призрения вдов, сирот и заштатных лиц придворного духовенства.
В 1908 году Высочайше сопричислен к ордену Святого Апостола Андрея Первозванного; также имел все прочие русские ордена и ряд иностранных, а также: митру, наперсный крест, осыпанный бриллиантами, и настольные портреты императоров Александра III и Николая II.
Известно критическое отношение к нему св. Иоанна Кронштадтского. В дневниках св. Иоанна выражена просьба к Богу «убрать» его: «7 октября. Господи, убери … J.Janitcheva и прочих неверных людей!…».
Получил оценку современников как крупнейший из церковно-общественных деятелей рубежа XIX—XX веков, блестящий церковный оратор, выдающийся учёный богослов. Отличался независимостью, твёрдостью и прогрессивностью взглядов.
Скончался в ночь с 13 (26) июня 1910 года на Елагинской даче; вынос тела и перевоз в Петропавловский собор состоялись 16 июня. Отпевание его 17 июня возглавил митрополит Киевский Флавиан (Городецкий); присутствовали великая княгиня Ольга Александровна, принц Ольденбургский и другие. Похоронен на Волковом православном кладбище в Санкт-Петербурге.
Был женат на Александре Евфимьевне (1832—1901), дочери священника церкви на Волковом кладбище, Евфимия Васильевича Флёрова; её сестра Анна Евфимьевна (1829—?) была женой известного священника Иосифа Васильева. У них было двое детей: Александра (1852—1910) (в замужестве Альбова) и Леонид (1853—1905).

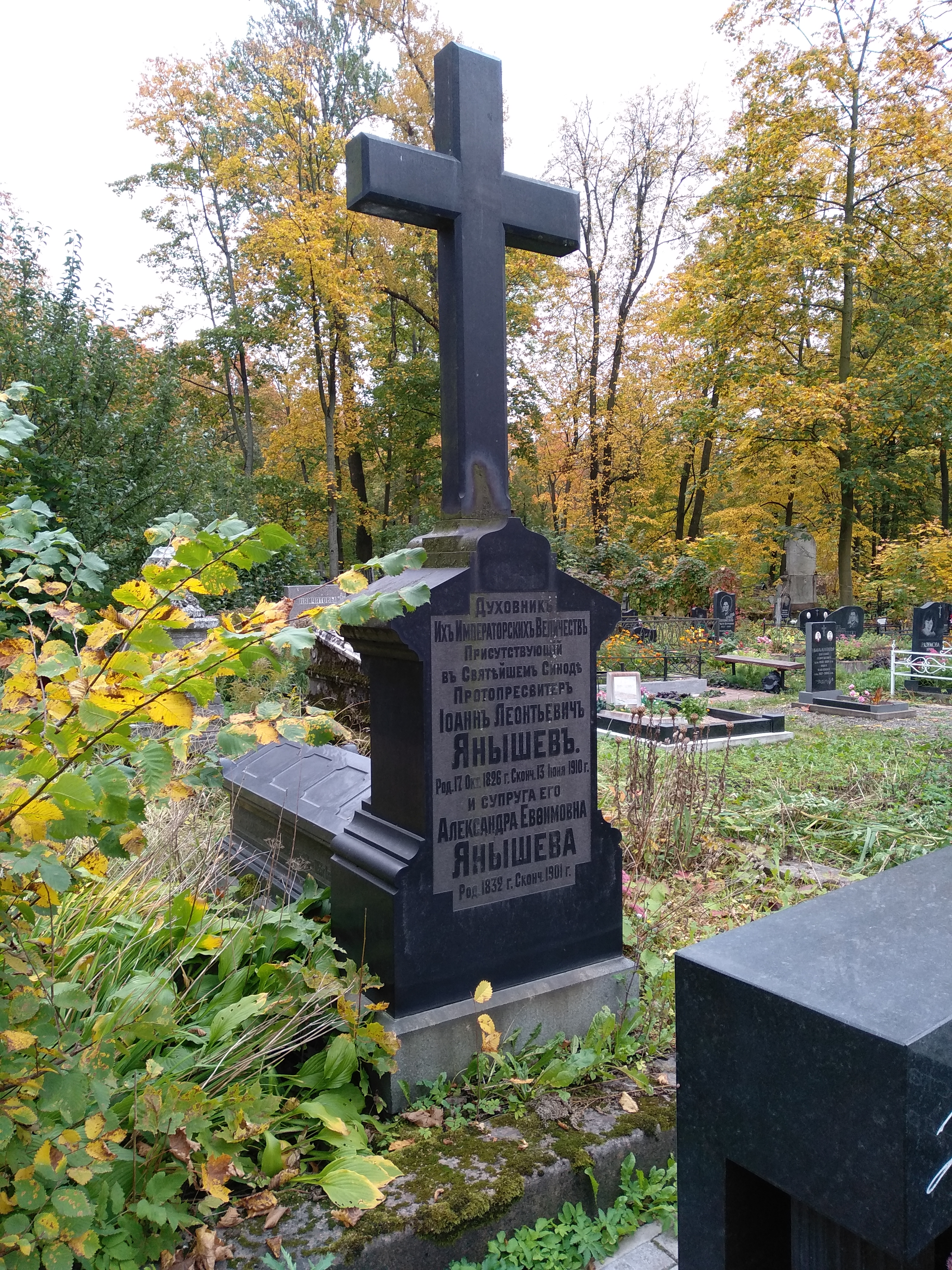
Могила Янышева на Волковском православном кладбище Санкт-Петербурга.